# Navadni hmelj
Navadni hmelj (znanstveno ime Humulus lupulus) je večletna dvodomna rastlina vzpenjalka, ki jo gojijo predvsem zaradi storžkov, iz katerih se pripravlja začimbo za pivo.

## Opis
Listi te vzpenjalke so srčaste ali krpaste oblike, sestavljeni pa so iz  3 - 5 krp. Rob listov je nazobčan.  So svetlo do temno zelene barve,  na obeh straneh pa so dlakavi. Steblo je šestrobno in ima na robovih kaveljčke, s katerimi se oprijema opore. Odvija se od leve na desno, rastlina pa doseže od 3 do 6 metrov. Iz močno odebeljene podzemne korenike vsako pomlad požene novo steblo. Prilistki so prosti ali pa zrasli. 
Cvetovi navadnega hmelja so enospolni in se združujejo v cimozna socvetja. Moške cvetove sestavlja pet listov cvetnega plaščka ter pet do šest prašnikov na kratkih nitih.

## Razširjenost in uporabnost
Posušeni storžki rastline se uporabljajo v pivovarstvu kot dodatek k pivu. Hmelj daje pivu grenak okus ter aromo, hkrati pa je naravni antibiotik, zaradi česar služi tudi kot konzervans. Iz istih razlogov iz hmelja izdelujejo tudi deodorante.

## Vrste
Obstaja pet podvrst vrste Humulus lupulus:
- H. lupulus var. lupulus. – Evropa, Zahodna Azija.
- H. lulus var. cordifolius. – Vzhodna Azija.
- H. lupulus var. lupuloides (syn. H. americanus). – Vzhodna Severna Amerika.
- H. lupulus var. neomexicanus. – Zahodna Severna Amerika.
- H. lupulus var. pubescens. – Srednjevzhodna Severna Amerika.

Obstaja tudi veliko kultivarjev vrste.